# 148525 Gipieroconsigli
148525 Gipieroconsigli è un asteroide della fascia principale interna. Scoperto nel 2001, presenta un'orbita caratterizzata da un semiasse maggiore pari a 2,452736 UA e da un'eccentricità di 0,198480, inclinata di 0,450645° rispetto all'eclittica.
Fa parte della famiglia di asteroidi Massalia.
È dedicato a Gianpiero Consigli, cognato della scopritrice.